# 西福寺 (豊島区)
西福寺（さいふくじ）は、東京都豊島区にある真言宗豊山派の寺院。

## 概要
創建年代は不明である。ただ江戸幕府昌平坂学問所が編纂した『新編武蔵風土記稿』には、（19世紀初頭時点で）当寺住職は13世に及ぶとしており、少なくとも江戸時代初期には存在していたものと推測される。
江戸時代は津藩藤堂家の江戸下屋敷に近かったこともあり、祈願所として栄えたという。ところが、明治時代の廃藩置県で、津藩関係者が去ったことで寺運衰微し、一時期は住職不在の期間が30年も続いたという。

## 墓所
- 伊藤伊兵衛正武（園芸家）
- 辻潤（ダダイスト）
- 志駄義時（武将）

上杉方の武将で川中島の戦いで戦死した。
また仙台藩前藩主だった伊達慶邦も一時期西福寺に葬られていた。現在は仙台市の伊達家墓所に改葬されている。

## 交通アクセス
- 駒込駅より徒歩9分。